# 榮興國際集團
榮興國際集團有限公司，簡稱榮興國際集團（英語：WING HING INTERNATIONAL GROUP LIMITED），在1961年由溫祖榮先生（主席及總裁）創立，名為「榮興電機貿易工程公司」。
而主要業務在香港、中國內地、加拿大等經營生產抽油煙機，其次是安裝及維修家庭電器，包括櫥櫃、煮食爐、廚房清潔等，而主要品牌為「金雅典」、「雅典牌」等。
而總部位於香港九龍長沙灣道788號羅氏商業廣場2801-02室。

## 連結
- Athens.com.hk （页面存档备份，存于）